# Vočkovy nové šaty
Vočkovy nové šaty (v anglickém originále Whiskey Business) jsou 19. díl 24. řady (celkem 527.) amerického animovaného seriálu Simpsonovi. Scénář napsala Valentina L. Garzaová a díl režíroval Matthew Nastuk. V USA měl premiéru dne 5. května 2013 na stanici Fox Broadcasting Company a v Česku byl poprvé vysílán 6. srpna 2013 na stanici Prima Cool.

## Děj
Když si Homer, Marge, Lenny a Carl všimnou, že Vočko propadl sebevražedné depresi, vezmou ho na výlet do Capital City a koupí mu nový oblek, aby mu zvedli náladu. Vočko znovu získá elán, opraví svůj bar, aby přilákal lepší zákazníky, a přinese várku domácí whisky. V baru se zastaví dva investoři, ochutnají nápoj a jsou tak ohromeni, že se nabídnou, že se stanou Vočkovými obchodními partnery. Krátce před první veřejnou nabídkou nové společnosti je jeho oblek zničen, když se zachytí o dveře výtahu. Vočko se objeví na burze v obyčejném oblečení a osloví obchodníky, nicméně je vyděsí natolik, že cena akcií prudce klesne a společnost se stane bezcennou. Po návratu do svého opět zanedbaného baru se rozjasní natolik, že po sobě zamete střepy z rozbitého půllitru s pivem a na sebevraždu alespoň na čas zapomene. 
Mezitím děda hlídá děti, zatímco Homer a Marge jsou pryč. Důmyslný žert Barta, Dolpha, Jimba a Kearneyho vede k tomu, že je děda zraněn, a Bart se rozhodne, že se o něj doma postará, aby se nedostal do problémů. Dědu schová ve sklepě, aby ho nikdo nenašel, a oba si užívají, když si z Homera tropí žerty. Děda se rychle uzdraví, ale předstírá stále těžká zranění, aby se ujistil, že se o něj Bart bude dál starat. Bart nakonec podvod odhalí a je naštvaný, ale oba se usmíří poté, co mu děda vysvětlí, že se mu líbilo, když se mu dostávalo takové osobní pozornosti, jaké se mu v domově důchodců nikdy nedostalo. 
Aby se Líza o dědečkovi nedozvěděla, pošle ji Bart do jazzového klubu, kde se koná jam session všech hvězd. Je v šoku, když mezi účinkujícími uvidí Murphyho Krvavou dáseň, o němž ví, že je mrtvý, a zjistí, že je to ve skutečnosti hologram. Rozhořčená se pokusí zahájit bojkot Murphyho nahrávací společnosti. Krátce nato ji doma překvapí návštěva saxofonisty Sonnyho Rollinse. Rollins mu vysvětlí, že hologramy jsou prostě dalším krokem ve vývoji zábavního průmyslu. Líza si uvědomí, že i on je hologram vyslaný nahrávací společností, a začne být naštvaná, když společnost začne do jejího obývacího pokoje vysílat reklamy, v nichž vystupují Diana, princezna z Walesu, Tupac Shakur a Mahátma Gándhí.

## Přijetí

### Přijetí kritikou
Tento díl získal od kritiků smíšené hodnocení. 
Robert David Sullivan z The A.V. Clubu dal epizodě známku C− a řekl: „Stěžoval jsem si na černý humor v mnoha dílech Simpsonových v této sezóně, ale je to nepředstavitelný černý humor, který je zklamáním. Jsem mistrem dílu Homerův nepřítel, a to až do jejího ponurého závěru, a miluji každý okamžik, kdy v kreslených seriálech Itchy a Scratchy stříká krev. Ale Vočkovy nové šaty prostě brnkají na jednu notu, kdy je Vočko v takové depresi, že ani nedokáže sebrat energii, aby to všechno ukončil. Epizoda, která by skutečně zobrazovala sebevraždu, by alespoň získala body za to, že jde do extrému.“.
Teresa Lopezová z TV Fanatic udělila epizodě 2,5 hvězdičky z 5: „Kromě zápletky s Vočkem a Lízou se seriál pokusil vměstnat i další příběh zahrnující sblížení dědy a Barta, když se děda zraní na Bartově provizorním tobogánu. Mezi těmi dvěma bylo několik roztomilých momentů, ale díl měl příliš mnoho nitek na to, aby některá z nich byla skutečně uspokojivá.“.

### Hodnocení
Epizoda získala v demografické skupině diváků ve věku 18–49 let rating 1,9 a sledovalo ji celkem 4,43 milionu diváků. Tím se stala třetím nejsledovanějším pořadem v rámci bloku Animation Domination stanice Fox té noci.